# Musikjahr 1832
Liste der Musikjahre

◄◄ | ◄ | 1828 | 1829 | 1830 | 1831 | Musikjahr 1832 | 1833 | 1834 | 1835 | 1836 | ► | ►►

Weitere Ereignisse
Dieser Artikel behandelt das Musikjahr 1832.

## Instrumental und Vokalmusik (Auswahl)
- Frédéric Chopin: Cinq Mazurkas fis-Moll, cis-Moll, E-Dur, es-Moll, C-Dur op. 6; Quattre Mazurkas B-Dur, a-Moll, f-Moll, As-Dur op. 7; Mazurka B-Dur WoO
- Franz Lachner: Flötenkonzert d-Moll; Sonate für Klavier 4-hd. d-Moll op. 39
- Carl Loewe: Sinfonien d-moll und e-moll
- Felix Mendelssohn Bartholdy: Die Hebriden Aufführung der ersten Fassung am 14. Mai und n London; Uraufführung der 5. Sinfonie am 15. November in Berlin; Meeresstille und glückliche Fahrt op. 27, Uraufführung am 1. Dezember
- Otto Nicolai: Te Deum für acht Solostimmen, achtstimmigen Chor und Orchester;  Messe D-Dur erste Fassung (überarbeitet im Jahr 1844)
- George Onslow: Drei Streichquintette op. 43, 44 und 45
- Ferdinand Ries: Große Fest-Ouvertüre und Siegesmarsch op. 172; Sonate für Klavier zu zwei Händen As-Dur op. 176
- Franz Schubert: Im Abendrot
- Clara Schumann: Caprices en forme de Valse Pour le Piano op. 2, gewidmet Henriette Foerster geb. Weicke
- Robert Schumann: Papillons op. 2; Studien für das Pianoforte nach Capricen von Paganini op. 3; Intermezzi op. 4; Allegro op. 8
- Johann Strauss (Vater): Das Leben ein Tanz oder Der Tanz ein Leben! op. 49
- Richard Wagner: Symphonie C-Dur; Klaviersonate in A-Dur; König Enzio-Ouvertüre

## Musiktheater
- 12. Januar: Uraufführung der Oper Fausta von Gaetano Donizetti im Teatro San Carlo in Neapel.
- 07. Februar: Die Uraufführung der Oper I Normanni a Parigi (Die Normannen in Paris) von Saverio Mercadante findet in Turin statt.
- 15. Februar: Uraufführung der Oper Il nuovo Figaro von Luigi Ricci in Parma (Teatro ducale)
- 16. Februar: In Prag erfolgt die Uraufführung der Oper Der Lastträger an der Themse von Conradin Kreutzer.
- 10. März Uraufführung der Oper Des Falkners Braut von Heinrich Marschner im Stadttheater Leipzig
- 13. März: Uraufführung der Oper Ugo, conte di Parigi von Gaetano Donizetti im Teatro alla Scala, Mailand
- 12. Mai: Die komische Oper L’elisir d’amore von Gaetano Donizetti wird am Teatro della Canobbiana in Mailand uraufgeführt. Das Libretto stammt von Felice Romani nach Eugène Scribes Le philtre. Sabine Heinefetter singt die Hauptrolle. Das Werk wird zu einer der meistaufgeführten Opern des Komponisten.
- 01. Oktober: Die Uraufführung des Militärschauspiels His First Campaign von Adolphe Adam erfolgt im Covent Garden in London.
- 04. November: Uraufführung der Oper Sancia di Castiglia on Gaetano Donizetti im Teatro San Carlo in Neapel.
- 05. November: Die Uraufführung des historischen Melodrams The Dark Diamond von Adolphe Adam erfolgt im Covent Garden in London.

## Weitere Werke
- Giovanni Pacini: Ivanhoe (Oper) uraufgeführt im Teatro La Fenice, Venedig
- Saverio Mercadante: I normanni a Parigi (Oper) uraufgeführt im Teatro Regio, Turin; Ismalia, ossia Amore e morte (Oper) uraufgeführt im Teatro alla Scala, Mailand
- Fromental Halévy: La tentation (Oper)
- Ferdinand Hérold: La médecine sans médecin (Oper); Le Pré aux Clercs (Oper)
- Albert Lortzing: Szenen aus Mozarts Leben (Bühnenwerk); Der Weihnachtsabend (Bühnenwerk); Der Pole und sein Kind oder Der Feldwebel vom IV. Regiment (Bühnenwerk); Andreas Hofer (Liederspiel) 1832 komponiert, aber erst 2014 uraufgeführt
- Richard Wagner: Die Hochzeit (Opernfragment, unvollendet)
- Adolphe Adam: Faust (Ballett); The Dark Diamond (Oper)

## Gründungen
- Gebr. Sieber Orgelbau – Orgelbaufirma in Holzkirchen im Ries (heute Ortsteil von Wechingen)

## Geboren

### Geburtsdatum gesichert
- 01. Januar: Aloys Kunc, französischer Komponist und Organist († 1895)
- 19. Januar: Ferdinand Laub, tschechischer Geiger († 1875)
- 28. Januar: Franz Wüllner, deutscher Komponist und Dirigent († 1902)
- 08. Februar: Salomon Kümmerle, deutscher evangelischer Kirchenmusiker, Organist, Essayist, Musikschriftsteller sowie Haus- und Schullehrer († 1896)
- 15. Februar: Nicolás Ruiz Espadero, kubanischer Pianist und Komponist († 1890)
- 01. März: Friedrich Grützmacher, deutscher Cellist und Komponist († 1903)
- 01. März: Josef Matras, österreichischer Schauspieler und Sänger († 1887)
- 02. März: Rudolf Löw, Schweizer Komponist und Organist († 1898)
- 05. März: Alfred Jaell, österreichischer Pianist und Komponist († 1882)
- 12. April: Octave Chatillon, kanadischer Geiger, Pianist, Organist, Komponist und Dramatiker († 1906)

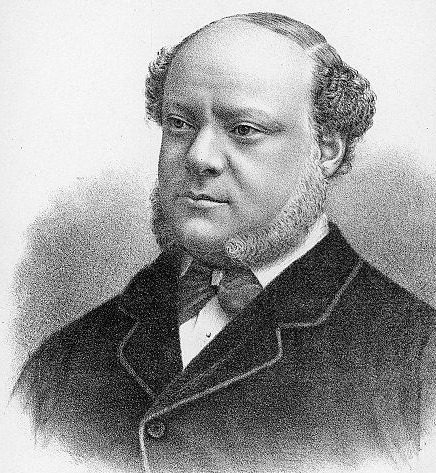
Alberto Randegger; * 13. April

- 13. April: Alberto Randegger, österreichisch-britischer Gesangspädagoge, Dirigent und Komponist († 1911)
- 17. April: Bruno Ramann, deutscher Komponist († 1897)
- 02. Mai: Rudolph Kündinger, deutscher Komponist, Musiker, Pianist, Musiklehrer, Klavierlehrer und Musikprofessor († 1913)
- 06. Mai: Jan Ondříček, tschechischer Kapellmeister, Geiger und Musikpädagoge († 1900)
- 12. Mai: Amédée de Vroye, französischer Flötist († 1918)
- 19. Mai: Ludwig Bauer, deutscher Pädagoge, Schriftsteller und Liedtexter († 1910)
- 02. Juni: Charles Colin, französischer Oboist, Organist, Musikpädagoge und Komponist († 1881)
- 06. Juni: Karen Holmsen, norwegische Opernsängerin († 1912)

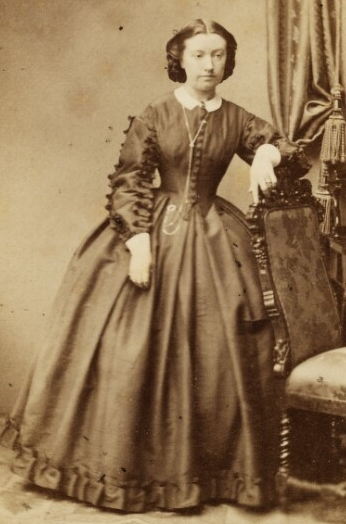
Charlotte Bournonville; * 29. November

- 22. Juni: Heinrich de Ahna, österreichischer Violinist († 1892)
- 17. Juli: August Söderman, schwedischer Komponist der Romantik († 1876)
- 19. Juli: Maria Milanollo, italienische Violinistin († 1848)
- 03. August: Ivan Zajc, kroatischer Komponist und Dirigent († 1914)
- 20. September: Johann Joseph Abert, sudetendeutscher Komponist († 1915)
- 21. September: Friedrich Wilhelm Langhans, deutscher Violinist, Komponist, Musikschriftstelle und Musikpädagoge († 1892)
- 08. Oktober: Pjotr Sokalski, russischer Komponist und Musikwissenschaftler († 1887)
- 21. Oktober: Valdemar Tofte, dänischer Geiger und Musikpädagoge († 1907)
- 01. November: Gottfred Matthison-Hansen, dänischer Komponist († 1909)
- 03. November: Elizabeth Mary Palmer, neuseeländische Musik- und Gesangslehrerin, Interpretin, Komponistin und Konzertveranstalterin († 1897)
- 29. November: Charlotte Bournonville, dänische Opernsängerin und Schauspielerin († 1911)

### Genaues Geburtsdatum unbekannt
- Julián Gavino Arcas Lacal, spanischer Gitarrist, Komponist und Gitarrenlehrer († 1882)

## Gestorben
- 10. März: Muzio Clementi, klassischer Komponist (* 1752)
- 12. März: Friedrich Kuhlau, deutscher Komponist (* 1786)
- 22. April: Wilhelm Würfel, tschechischer, Komponist, Organist, Pianist und Musikpädagoge (* 1790)
- 15. Mai: Carl Friedrich Zelter, deutscher Musiker (* 1758)
- 18. Mai: Bonifazio Asioli, italienischer Musiktheoretiker, Musikpädagoge, Cembalist, Kapellmeister und Komponist (* 1769)

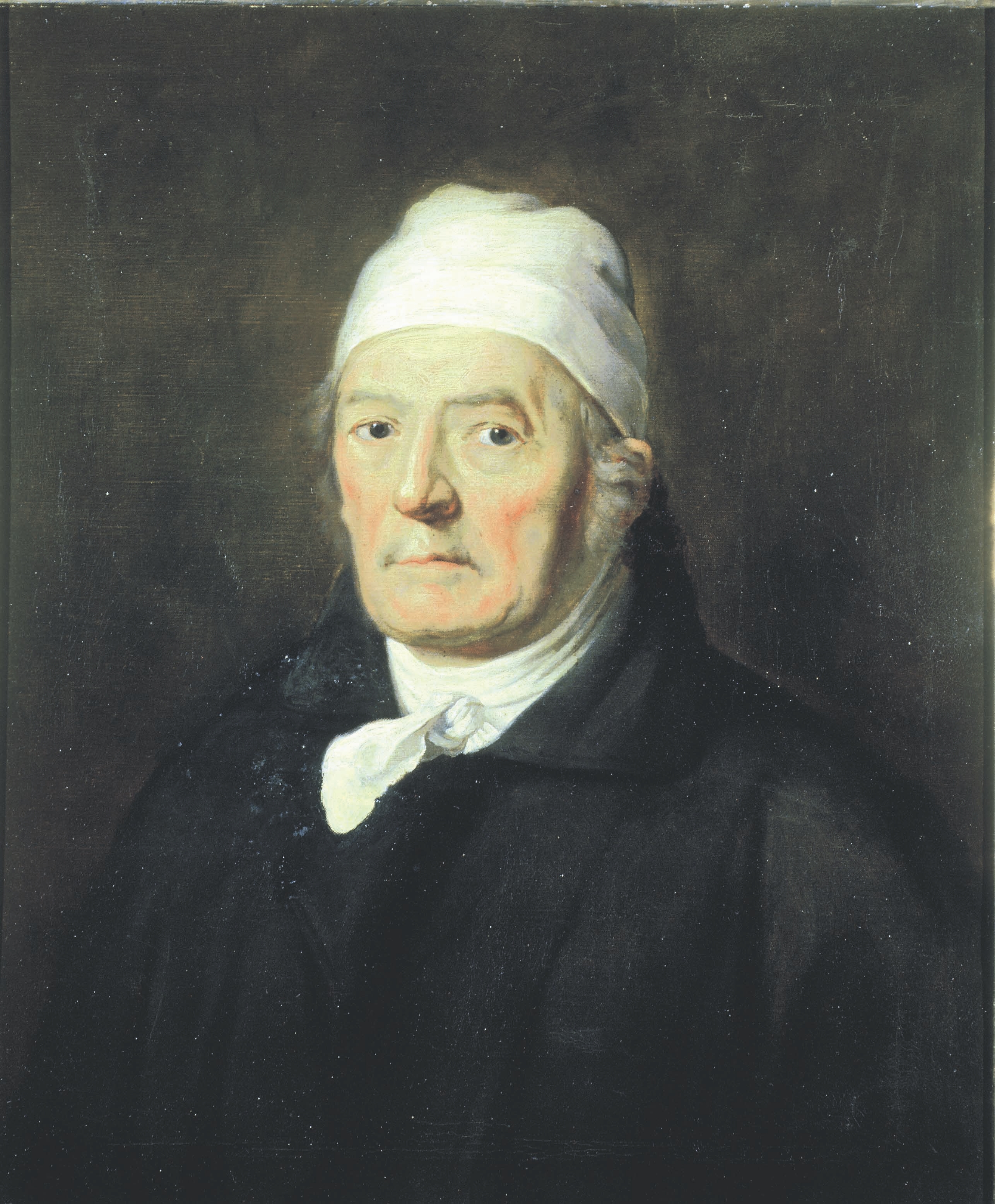
Nikolaus Simrock; † 12. Juni

- 12. Juni: Nikolaus Simrock, Beethovenfreund und Waldhornist am kurfürstlichen Hof (* 1751)
- 18. Juni: Marian Stecher, Tiroler Musiker, Komponist, Chorregent und Musikpädagoge (* 1754)
- 10. Juli: Katharina von Mosel, österreichische Pianistin, Organistin, Komponistin und Schriftstellerin (* 1789)
- 25. Juli: Sebastian Demar, französischer Komponist, Pianist, Organist, Pädagoge und Herausgeber von Musikalien (* 1763)
- 10. August: Michael Frey, deutscher Komponist, Geiger und Kapellmeister (* 1787)
- 31. August: Auguste Kreutzer, französischer Komponist und Musiker (* 1778)
- 09. September: Bernhard Klein, deutscher Komponist (* 1793)
- 15. September: Jean-Chrysostome Brauneis senior, kanadischer Kapellmeister, Musikpädagoge und Komponist (* 1785)
- 02. November: Henriette Schadow, deutsche Sängerin (* 1784)